# Chrysocale olivotincta
Chrysocale olivotincta là một loài bướm đêm thuộc phân họ Arctiinae, họ Erebidae.